# Partit Socialista d'Alliberament Nacional dels Països Catalans
El Partit Socialista d'Alliberament Nacional dels Països Catalans (PSAN-PC; 'Partido Socialista de Liberación Nacional de los Países Catalanes') fue un partido político de ideología nacionalista e independentista catalana y marxista-leninista, presente en la Comunidad Valenciana, Islas Baleares y Cataluña.
Su publicación era la revista Lluita y utilizaba la estelada vermella con el triángulo amarillo y la estrella roja como "bandera nacional". Entre sus líderes históricos cabe destacar a Josep Guia, Xavier Romeu y Joan Josep Armet.
Se considera a la Candidatura de Unidad Popular (CUP) como formación sucesora de este partido político.

## Origen
Fue fundado en 1969 a partir de una escisión del Frente Nacional de Cataluña(FNC) (en catalán: Front Nacional de Catalunya) efectuada por parte de sus sectores más izquierdistas, que criticaban a este por estar anclado en el pasado, tomando el nombre de Partit Socialista d'Alliberament Nacional dels Països Catalans (PSAN), con connotaciones tercermundistas. 
Josep Ferrer presentó un documento que, bajo influencia de Joaquín Maurín, Jaume Vicens Vives, Karl Marx y Vladimir Lenin, definía al partido como nacionalista y socialista. Se proponían como objetivos principales la expulsión de las fuerzas de ocupación, la unidad territorial de los Países Catalanes, la creación de un Estado Socialista Catalán y la constitución de una sociedad socialista catalana dentro de una sociedad socialista internacional. Como línea estratégica para conseguirlo se proponía:
1. Concienciación de la doble opresión nacional y social
2. Organización de la clase trabajadora y otros sectores populares
3. Autonomía organizativa y generalización de la lucha

Sin embargo establecieron unos puntos mínimos para pactar con otros partidos: libertad sindical, derecho de huelga, el la restitución del estatuto de autonomía de Cataluña de 1932 como mínimo, con iguales estatutos para la Comunidad Valenciana y las Islas Baleares. Sus militantes, entre 50 y 100, se concentraban en Barcelona, el Vallés Oriental, el Vallés Occidental, el Maresme, Lérida, el Tarragonés, el Alto Campo y el Gironés, pese a los contactos que mantuvieron en Mallorca y Valencia. 
Desde el 11 de septiembre de 1969 participaron en la colocación de esteladas, pintadas y carteles, razón por la cual en fueron detenidos algunos de sus miembros. Al mismo tiempo, en diciembre de 1969 fueron invitados a formar parte del Consejo de Fuerzas Políticas de Cataluña, pero lo rechazaron porque no querían apoyar a la burguesía que se conformaban con el estatuto de 1932.
En septiembre de 1970 animó a sus militantes a afiliarse a CCOO. Participaron en las manifestaciones del 1 de mayo, intentaron de constituir un sindicato en la enseñanza y mantuvo contactos con el Moviment Socialista de Catalunya. Influidos por Proceso de Burgos y la banda terrorista ETA, se plantean crear una sección de acción directa y se manifiestan en solidaridad con los terroristas vascos. También se integró en el PSAN Acció Socialista Independentista de Catalunya (ASIC) de Fèlix Cucurull, grupo pequeño pero que aportó militantes experimentados. Igualmente mantuvieron contactos con Esquerra Catalana dels Treballadors (ECT), el Partit Socialista Valencià (PSV), Germania Socialista y el Comité Rossellonès d'Estudis i d'Acció (CREA).

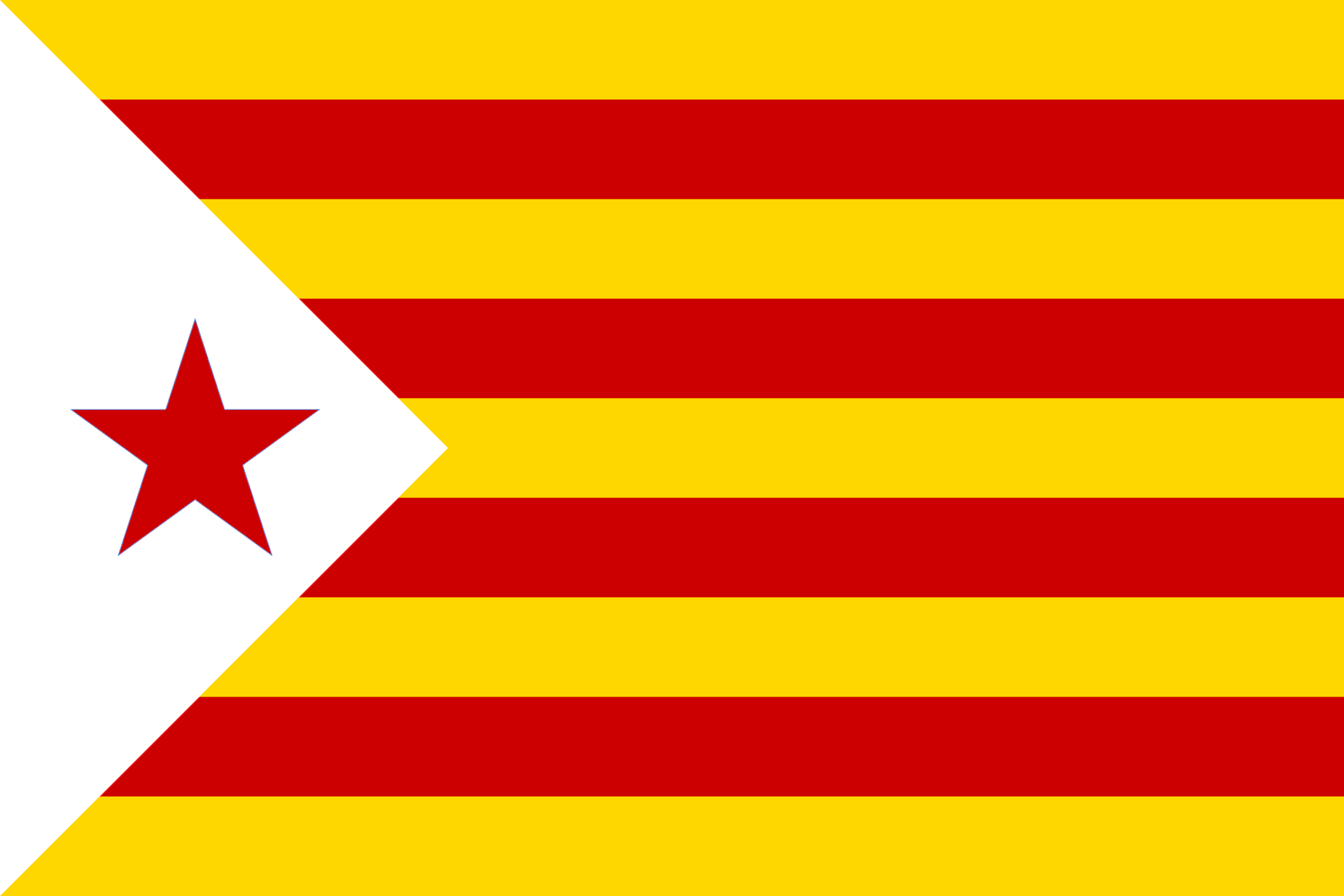
Antigua estelada usada por el PSAN.

El 16 de enero de 1971 convocó una manifestación en Barcelona en solidaridad con los juzgados en el Proceso de Burgos, con 200 participantes. Asimismo, mostró su apoyo a la Asamblea de Cataluña para no quedar aislados y perder influencia. Joan Josep Armet se convirtió en su portavoz, y se proponen fortalecer su carácter popular y paraticipativo, así como profundizar en el su carácter nacional. También hacen un llamamiento a las fuerzas democráticas de la Comunidad Valenciana y de las Islas Baleares para que hicieran lo mismo.
En 1972 el partido entró en crisis debido a su lento crecimiento, sobre todo el sector sindical, y algunos militantes creen que hay que cambiar formas y hábitos para dinamizar el partido, publicando entre 1972 y 1973 varias revistas. En 1972 se forma la sección juvenil, Joventuts Revolucionàries Catalanes (JRC), y dieron su apoyo a los militantes del Front d'Alliberament de Catalunya juzgados, aunque criticaron la falta de contenido político de la organización.
Después de la II Sesión Plenaria de la Asamblea de Cataluña de 1973, se enfrentaron políticamente tanto al PSUC como a Bandera Roja, acusándolos de españolistas. Las JRC proponen constituirse como Moviment d'Alliberament Popular Català con varios frentes, pero la falta de consolidación en el mundo sindical y la defensa de la vía insurreccionista por parte de algunos provocó los primeros enfrentamientos. El incremento del activismo atrajo la atención de las fuerzas policiales, que en abril de 1974 realizaron una importante operación policial contra fuerzas independentistas radicales, entre elos el PSAN y sus juventudes. Según la nota policial, tres de sus militantes estaban preparando un "grupo armado". En noviembre de 1975 la Policía de Barcelona informó de la desarticulación de su aparato de propaganda, informando en la nota que desde abril tenían un acuerdo de colaboración para acciones terroristas, atracos y otros delitos con ETA y Unión do Povo Galego-UPG.

## La escisión del PSAN-Provisional
En marzo de 1973 sufrió una escisión de un grupo más radical, mayoritario en sus juventudes, que consideraban excesivo seguidismo hacia el PSUC; dicha escisión dio lugar al PSAN-Provisional en 1974. En agosto de 1973 establece contactos en Prades en el departamento francés de Pirineos Orientales, y marzo de 1974 organizó una célula en Valencia, donde consiguió captar militantes de gran valía como Josep Guia, Gonçal Castelló o Manuel Tarín. Así en abril de 1975 el PSAN formará parte del Consejo Democrático del País Valenciano. En 1976 Antoni Serra y Joan Quetgles constituyeron una célula del PSAN en las Islas Baleares.
En enero de 1976 nombrará un nuevo comité central y junio aprobará una nueva Declaración Política de Principios, donde se declaró comunista y adoptó un modelo leninista estricto a favor de la liberación nacional y de clase. Y en el terreno sindical, en 1977 patrocinó los Col·lectius de Treballadors, mientras que el PSAN-Provisional lo hacía con el Col·lectiu d'Obrers en Lluita, para introducirse en el terreno sindical.
El 1977 sufrió una nueva escisión de la corriente marxista nacionalista moderada, cercana a las posiciones iniciales del partido, el Col·lectiu Català d'Alliberament. En 1979 se presentó a las elecciones generales en coalición con un grupo de independientes encabezados por en Lluís Maria Xirinacs y el Bloc Català de Treballadors (BCT), dentro del Bloc d'Esquerra d'Alliberament Nacional (BEAN). En 1980 abandonó la coalición anterior y el sector mayoritario, más proclive al eurocomunismo, se escindió para integrarse en Nacionalistes d'Esquerra (NE), dividiéndose sus militantes entre ERC y Entesa dels Nacionalistes d'Esquerra tras unos resultados electorales inferiores a lo previsto.
Tras la escisión de NE, el PSAN se radicalizó, y en 1983 se convirtió en el eje del Moviment de Defensa de la Terra (MDT), creado en 1984 por medio de la unión con Independentistes dels Països Catalans (IPC), organización sucesora del PSAN-Provisional. Sin embargo, en 1987 el MDT se dividió y fragmentó; aun así, en agosto la Coordinadora Nacional del MDT y la del PSAN, reunidas en Vinaroz, aprobaron la teoría del Front Patriòtic. Mientras tanto, las Juventudes del PSAN y los Joves del Front Patriòtic Català (vinculadas también del PSAN) se unen y forman la organización Maulets en mayo de 1988.
En abril de 1989 la banda terrorista Terra Lliure propugna una candidatura única a las elecciones europeas. Esta candidatura, llamada Catalunya Lliure, recibe el apoyo del PSAN, el MDT-Front Patriòtic, el Front Nacional de Catalunya (FNC) y los Maulets. El MDT se disuelve en favor de Catalunya Lliure en agosto de 1989. La asunción por parte de ERC de las tesis independentistas tras su congreso de 1989 dejó a Catalunya Lliure en la cuerda floja; el grueso de su militancia, muy joven y fundamentalmente independentista, se vio atraída hacia ella. La sensación de derrota e inutilidad de su lucha se hizo patente en un amplio sector de Terra Lliure cercano a las posiciones de Catalunya Lliure. Esto incluía a dirigentes del PSAN como Josep Aixalà que finalmente se integró a mediados de 1991 en ERC junto a un buen número de militantes de Catalunya Lliure. El PSAN abandonaría los restos de Catalunya Lliure a finales de 1996 dedicándose a una política de agitación y reflexión un poco alejado del mundo independentista revolucionario catalán, salvo los apoyos parciales a la Candidatura d'Unitat Popular en las elecciones municipales de 2003 y la europeas del 2004.
En octubre de 2010, el PSAN acuerda apoyar la coalición Solidaritat Catalana per la Independència y la candidatura de Joan Laporta  (enlace roto disponible en Internet Archive; véase el historial, la primera versión y la última). con el objetivo de potenciar una candidatura abiertamente independentista en las elecciones autonómicas. Según dicho acuerdo, representantes del PSAN cerrarían las listas de las circunscripciones de Barcelona, Tarragona, Lérida y Gerona. Desde entonces el PSAN se mantiene integrado en dicha coalición.
El 19 de agosto de 2011 su líder Josep Guia hizo unas declaraciones durante una conferencia del miembro de Bildu Martín Garitano, en las que declaró que "es muy importante que ETA haya declarado la tregua permanente y verificable, pero también es muy importante que no se disuelva".

## Disolución
En octubre de 2015 el PSAN emitió un comunicado anunciando la suspensión de sus actividades públicas.
En 2020 se dio de baja en el registro y en 2022 su fondo documental pasaba a ser custodiado en la Biblioteca Valenciana Nicolau Primitiu